# Branchinectella media
Branchinectella media är en kräftdjursart som först beskrevs av Schmankewitsch 1873.  Branchinectella media ingår i släktet Branchinectella och familjen Chirocephalidae. Inga underarter finns listade.